# Simbach am Inn
Simbach am Inn, Simbach a.Inn – miasto w Niemczech, w kraju związkowym Bawaria, w rejencji Dolna Bawaria, w regionie Landshut, w powiecie Rottal-Inn. Leży około 20 km na południe od Pfarrkirchen, nad prawym brzegiem Innu (naprzeciw Braunau am Inn), przy granicy z Austrią i drodze B12.

## Współpraca
Miejscowości partnerskie:
- Braunau am Inn, Austria
- Pasawa, Bawaria
- Skipton, Wielka Brytania
- Tolmezzo, Włochy